# Денди
Денди (енгл. Dandy — елегантан човек, кицош или галантан) је човек који даје посебан значај физичком изгледу, префињеном језику, и лежерним хобијима. Историјски гледано, нарочито у 18. и почетком 19. века у Британији, кицош, који је био самоук, најчешће је тежио да имитира аристократски начин живота, упркос његовом пореклу из средње класе.
Термин денди, који је индијског порекла — највероватније по имену старог индијског теоретичара и песника Дандина из 7. века који је истицао садржину поетског дела наспрам његове површине или декорације —, означавао је почетком 19. века у Енглеској и доцније у Француској (дендизам) ствараоца (најчешће писца) који посвећује велику пажњу утиску што га целокупном својом личношћу оставља на околину. Како каже Бодлер, „дендизам” није неумерен укус у облачењу и елегантним стварима. Те су ствари за савршеног дендија само симбол аристократске супериорности његовог духа”.
Понашање дендија је у извесној мери слично понашању боема, али се разликује у начину испољавања неприпадања свету обичних људи: денди се од „плебејаца” духом не издваја презирањем и одбијањем грађанских манира, него их доводи до степена рафинираности и особености који не делује мање шокантно него боемска слобода.
Као несумњива реакција на облике понашања раног капитализма, тип дендија је и као начин живота и као књижевни мотив владао у енглеској и француској књижевности у доба романтизма, али је успео да потраје и добио је још већи значај крајем 19. века у књижевности декадената и симболизма.
Романтични тип дендија персонификовао је најуспешније Бајрон, који се посебно трудио да свему што чини да одлике бизарности и госпоштине духа, не без склоности ка морбидном и ексцентричном. Његова биографија врви анегдотама тога типа. Сем модела понашања за романтичке песнике, денди је у 19. веку постао омиљени тип у енглеској књижевности (Оскар Вајлд). 
Француски декадентни денди са краја 19. века донекле је промењени модел у којем се наслућује трагику угрожене индивидуалности, и нова идеја о неограниченој слободи јаке индивидуе, под утицајем Ничеових идеја. Далеке одјеке типа дендија може се осетити и у новијим књижевним поставкама, нпр. у акт гратуи (acte gratuit).
Иако су претходне манифестације petit-maître (француски за малог господара) и Мускадина забележене од стране Џона Ц. Превоста, модерно практиковање кицошења се први пут појавило у револуционарним 1790им, и у Лондону и у Паризу. Данди гаји скептичну резервисаност, до таквих крајности да је писац Џорџ Мередит, који није био денди, једном дефинисао "цинизам" као "интелектуално кицошење". Ипак, Скарлет Пимпернел је један од истакнутих денди књижевности. Неки су заузели блажи став; Томас Карлиле је у својој књизи Sartor Resartus, написао да је кицош био ништа више од "човека са одећом". Оноре де Балзак је представио савршеног овоземаљског и неганутог Анри де Марсаиа у La fille aux yeux d'or (1835), дела La Comédie Humaine, који из прве руке испуњава модел савршеног дендија, док га опсесивна љубав не потера у страствену и убилачку љубомору.
Шарл Бодлер, у каснијој, "метафизичкој" фази кицошења је дефинисао дендија као неког ко уздиже естетику на ниво религије: "Кицошење у неким аспектима приближава се духовности и стоицизму" и "Та бића немају други статус, сем тог да негују идеју лепоте у својим личностима, задовољавају своје страсти, осећања и размишљања .... кицошење је облик романтизма. Супротно ономе што многи лакомислени људи верују, кицошење није ни претерано уживање у одећи и материјалној елеганцији. За савршеног дендија, ове ствари нису ништа више од симбола аристократског супериорности ума."
Повезаност одеће са политичким протестима је постала енглеска традиција током 18. века. Имајући у виду ове конотације, кицошење може да се посматра као политички протест против успона егалитаристичких принципа, често укључујући и носталгично поштовање феудалних или преиндустријских вредности, као што су идеали "савршеног џентлмена" или "аутономног аристократе", иако парадоксално, денди захтева публику, као што је Сузан Шмид приметила приликом испитивања "успешно продатих живота" Оскара Вајлда и Лорда Бајрона, који су били пример дендија у јавној сфери, обојица као писаци и као персоне били су извор оговарања и скандала. Најџел Роџерс у Тhе Dandy Peacock or Enigma? оспорава статус Вајлда као истинског дендија, и посматра га као некога ко је само преузео такав став у пролазу тј. није посвећен прецизним идеалима кицошења.

## Етимологија
Порекло речи је неизвесно. Ексцентрицитет, одређен као узимање особина као што су облачење и изгледање до самих крајности, је почео да се примењује у 1770им.
Нешто касније баладе са шкотских граница, око 1780. године, такође садрже ову реч, али вероватно не у контексту његовог новијег значења. Оригинални, пуни облик "денди" је вероватно био кицош. То је била популарна реч током Наполеонових ратова. У том савременом сленгу, је "денди" разликован од "ФОП-а", где је денди био префињеније обучен и уздржљивији од ФОП-ова.
У двадесет првом веку, реч денди је шаљив, често саркастичан придев и значи "добар" или "велики"; када се користи у облику именице, односи се на добро негованог и обученог мушкарца, али често на некога ко је заљубљен у себе.

## Бо Брамел и рани енглески дендизам
Модел дендија у британском друштво био је Џорџ Брајан "Бо" Брамел (1778-1840), у својим раним данима, апсолвент студент Оријел колеџа, Оксфорд и касније, као сарадник принца регента. Брамел није био из аристократске средине; заиста, његова величина није "заснована ни на чему", како је то Џ. А Барби д'Оревили уочио 1845. Никад ненапудерисан, без парфема, беспрекорно окупан и обријан, обучен у обичан тамноплави капут, увек је савршено био очешљан, опремљен, показујући колико је перфектно уштрикан његов лан и све свеже опрано, а такође укомбиновано са замршеном краватом. Од средине 1790, Бо Брамел је био рана инкарнација "познатих личности", човек углавном познат као славан, у његовом случају, као језгровита, духовита вешалица за ствари.
До тренутка када је Вилијам Пит Млађи ставио порез на пудер за косу 1795. да би покрио трошкове рата против Француске и обесхрабрио употребу брашна (које је постало све ређе и цена му се повећала, захваљујући лошој жетви) зарад таквог неозбиљног производа, Брамел је већ развратан носио перику, и имао фризуру по римској моди, "à la Brutus". Штавише, он је предводио прелазак из панталона на удобно прилагођене тамне "pantaloons", што је директно довело до савремених панталона, главног дела одеће модних мушкараца у западном свету у последња два века. Године 1799. Бо Брамелмел је наследио од оца богатство од тридесет хиљада фунти, које је углавном потрошио на костиме, коцкање, и раскошан живот. У 1816. је доживео банкрот, судбину сваког дендија; бежи помоћу својих верних пријатеља у Француску где умире 1840. године, у лудници у Кану, непосредно пре 62. године живота.
Људи више значајних достигнућа од Боа Брамела су такође усвојила денди позу: Џорџ Гордон Бајрон, 6. барон Бајрон захтевао је да се поново уведе наборана чипка и крагна, такозвана "песничка мајица". У том духу, његов портрет насликан је у албанском костиму.
Други истакнути денди овог времена је Алфред Гуљауме Габриел д'Орсаи, гроф д'Орсаи, који је био пријатељ Бајрона и који је живео у највишим друштвеним круговима Лондона.
До средине 19. века, енглески денди, у пригушеној палети мушке моде, представља минут углађености-"Квалитетна фина вунена тканина, џеп са стране или ревер на капуту, права боја рукавица, довољна количина сјаја на чизмама и ципелама, и тако даље. То је слика једног добро обученог човека који је, трпећи бесконачне болове зарад доброг изгледа, осуђен на равнодушност. То рафинирано кицошење је и даље од суштинског значаја мушкараца у Енглеској. "

## Дендизам у Француској
Почеци кицошења у Француској везани су за политику Француске револуције; почетна фаза кицошења је била политичка изјава облачења у аристократском стилу како би разликовали своје чланове од санкилота.
У најбољем периоду свог живота, Бо Брамелов диктат за моду и етикету суверено је владао. Његове навике облачења и моде су многи имитирали, посебно у Француској, где су постале привремена мода, посебно у боемским четвртима. Ту су денди понекад револуционарно славили: самостално створеним личностима са свесно пројектованим карактерима, радикално раскидајући са традицијом претходника. Уз детаљну одећу и доколицом, мењајући стилове живота, француски боемски дендији су настојали да пренесу презир и супериорност у буржоаско друштво. У другој половини 19. века, овако фенси обучен боем је имао велики утицај на књижевни правац симболизам у Француској.
Бодлер је био дубоко заинтересован за кицошење, и упечатљиво написао да кицош претендент мора да "нема никакво занимање осим елеганције ... нема другог статуса, али да негује идеју лепоте у себи ... Денди мора тежити да буде узвишен без икаквих прекида, он мора да живи и спава испред огледала ". Други француски интелектуалци су били заинтересовани у дендије који шетају улицама и булеварима Париза. Жил Амеде Барбеј Д'Ауревили је написао On Dandyism and George Brummell, есеј посвећен у великој мери испитивању каријере Боа Брамела.

## Познати дендији
- Charles Baudelaire
- Charles Baudelaire
- Beau Brummell
- Gabriele d'Annunzio
- Noël Coward
- Edward Hughes Ball Hughes
- Beau Nash
- The Oxford Wits
- Thomas Raikes
- William B. Travis
- Andy Warhol
- Abraham Valdelomar
- Sebastian Horsley
- Salvador Dalí
- George Grosz